# 1823 en arts plastiques
| Années des arts plastiques : 1820 - 1821 - 1822 - 1823 - 1824 - 1825 - 1826    |
| Décennies des arts plastiques : 1790 - 1800 - 1810 - 1820 - 1830 - 1840 - 1850 |

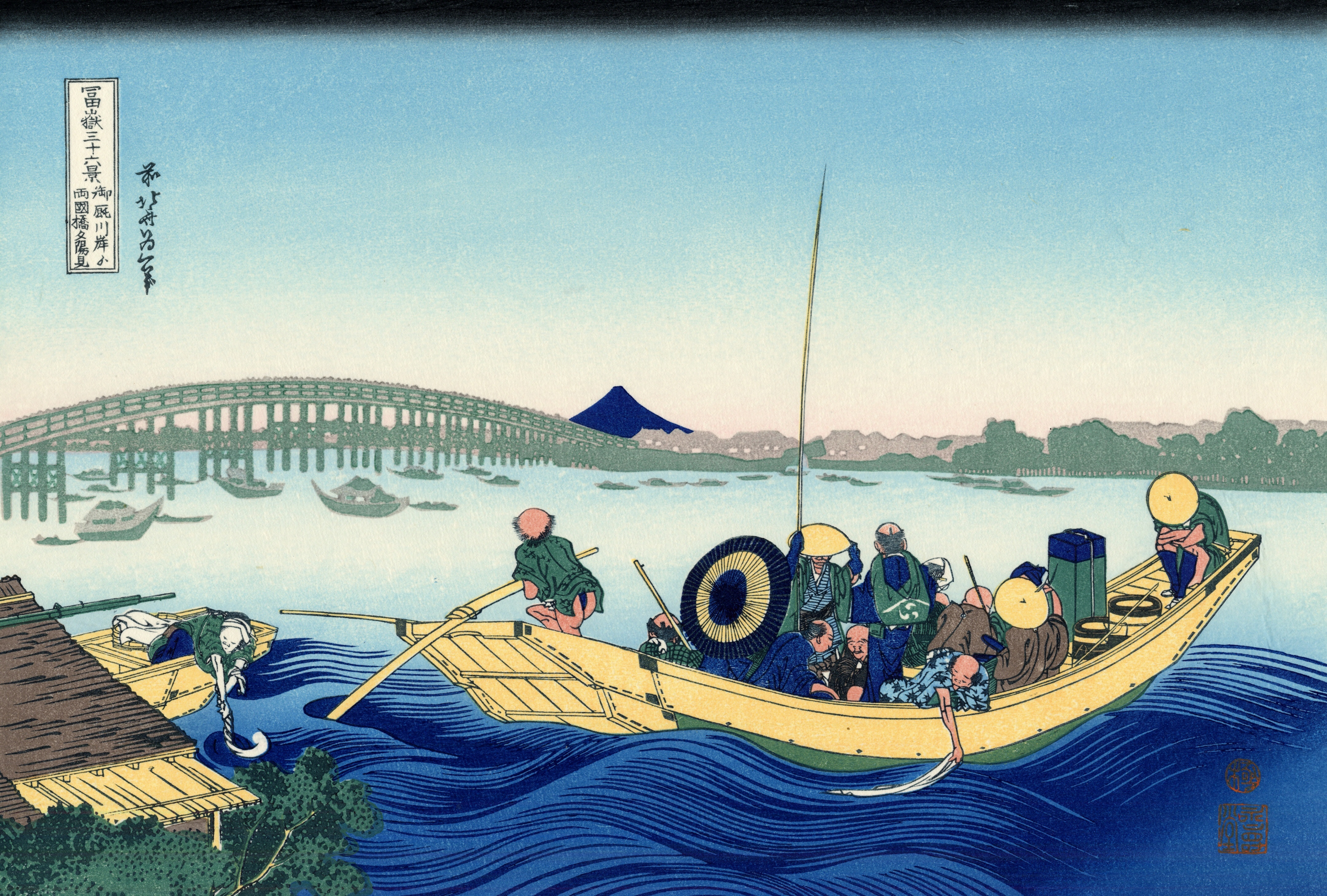
Vue du mont Fuji, de Katsushika Hokusai.

Cette page concerne l'année 1823 en arts plastiques.

## Œuvres
- Portrait de Ramón Satué, huile sur toile de Francisco de Goya. En 2011, le Rijksmuseum Amsterdam découvre qu'il recouvre en fait un portrait de Joseph Bonaparte réalisé en 1810 ; il l'aurait recouvert de peur des représailles politiques.
- c. 1819-1823 : Les Moires, huile sur mur transposé sur toile de Francisco de Goya.

## Naissances
- 25 janvier : Désiré François Laugée, peintre naturaliste et poète français († 24 janvier 1896),
- 22 février : Constant De Bruycker, peintre belge († 24 juillet 1896),
- 24 février :
  - Charles-Joseph Lecointe, peintre paysagiste français († 1er mars 1886),
  - Paul-Constant Soyer, peintre de paysage, de genre et graveur français († 19 mai 1903),
- 24 mars : Alexandre Lauwick, peintre orientaliste français († 6 février 1886),
- 25 mars : James Bertrand, peintre et lithographe français († 23 septembre 1887),
- 26 mars : Charles-Félix Biscarra, peintre et critique d'art italien († 31 juillet 1894),
- 3 mai :
  - Armand Cassagne, peintre, aquarelliste, lithographe et écrivain français († 5 juin 1907),
  - Jean-Baptiste Danguin, graveur français († 17 mars 1894),
- 5 mai : François-Louis Gounod, peintre et graveur français († 26 mars 1858),
- 11 mai : Alfred Stevens, peintre belge († 29 août 1906),
- 25 mai : Hector Hanoteau, peintre français († 7 avril 1890),
- 26 mai : Philibert Léon Couturier, peintre français († 26 octobre 1901),
- 6 juillet : Vincenzo Petrocelli, peintre italien († 2 février 1896),
- 10 juillet : Sanford Robinson Gifford, peintre paysagiste américain († 29 août 1880),
- 29 juillet : Auguste de Pinelli, peintre académique français († 23 avril 1893),
- 30 juillet : François Protheau, peintre et sculpteur français († 9 septembre 1865),
- 8 août : Théodule Ribot, peintre réaliste français († 11 septembre 1891),
- 18 août : Charles Marionneau, peintre paysagiste, historien de l'art et archéologue français († 13 septembre 1896),
- 20 août : Hippolyte Michaud, peintre français († 5 septembre 1886),
- 26 août : Marcellin Desboutin, peintre, graveur et écrivain français († 18 février 1902),
- 1er septembre : Gustave Ricard, peintre français († 23 janvier 1873),
- 2 septembre : Pierre Grivolas, peintre français († 5 février 1906),
- 14 septembre : Eugène-Jean Damery, peintre français († 29 octobre 1853),
- 28 septembre : Alexandre Cabanel, peintre français († 23 janvier 1889),
- 4 octobre : Wenceslao Cisneros, peintre, dessinateur et lithographe salvadorien († 12 juin 1878),
- 3 novembre :
  - Léopold Burthe, peintre franco-américain († 2 décembre 1860),
  - Johannes Adam Simon Oertel, peintre et clerc américain († 9 décembre 1909),
- 22 décembre : Alexandre Schanne, peintre français († 13 mai 1887).

- ? : 
  - Jules Bonnaffé, sculpteur et peintre français († après 1877),
  - César De Cock, peintre, graveur et aquarelliste belge († juillet 1904).

## Décès
- 9 janvier : Pierre Prévost, peintre français (° 7 décembre 1764),
- 21 janvier : Gianni Felice, graveur et peintre italien (° 15 décembre 1758),
- 16 février : Pierre-Paul Prud'hon, peintre et dessinateur français (° 4 avril 1758),
- 20 mars : Grigori Ougrioumov, peintre russe (° 11 mai 1764),
- Mars : William Artaud, peintre britannique (° 1763),
- 5 mai: François-Louis Gounod, peintre et graveur français (° 26 mars 1758),
- 5 juillet : Henry Raeburn, peintre écossais (° 4 mars 1756),
- 22 octobre : Carl Gustav Gottfried Hilfeling, peintre suédois (° 11 mars 1740),
- 1er décembre : François Watteau, peintre français (° 18 août 1758),
- 10 décembre : Jacques François Joseph Swebach-Desfontaines, peintre et dessinateur français (° 19 mars 1769).
- Date précise inconnue ou non renseignée :
  - Cirilo Volkmar Machado, peintre, sculpteur et architecte portugais (° 1823).